# Prima battaglia navale di Narvik
La prima battaglia navale di Narvik venne combattuta il 10 aprile del 1940 tra una flottiglia di cacciatorpediniere della Royal Navy britannica guidata dal capitano Bernard Warburton-Lee, ed una squadra navale tedesca sotto il comando del Kommodore Friedrich Bonte, nei fiordi antistanti il porto norvegese di Narvik.
La flottiglia di Warburton-Lee riuscì ad infiltrarsi non vista nell'Ofotfjord (il fiordo che conduce a Narvik) ed a portare un attacco a sorpresa contro la squadra tedesca, che il giorno prima aveva preso possesso del porto piegando la debole resistenza dei norvegesi; le unità britanniche inflissero gravi perdite alla squadra di Bonte, riuscendo di fatto a bloccarla nel porto. Le unità tedesche sopravvissute saranno poi attaccate da una più potente squadra navale britannica il 13 aprile successivo, e definitivamente eliminate nella cosiddetta seconda battaglia navale di Narvik.

## Antefatti

### L'importanza strategica di Narvik
Fin dallo scoppio della seconda guerra mondiale, il porto di Narvik aveva assunto una notevole importanza strategica per la Germania. L'industria tedesca dipendeva enormemente dalle importazioni di minerali ferrosi provenienti dalle miniere di Kiruna e Gällivare, nella neutrale Svezia: quasi il 70% del ferro di cui necessitavano i tedeschi proveniva da questa fonte di rifornimento. Nei mesi estivi, i carichi di minerale seguivano la rotta più breve, venendo imbarcati nel porto di Luleå dai mercantili tedeschi che, discendendo il golfo di Botnia, giungevano poi nei porti del mar Baltico, senza timore di attacchi da parte delle forze alleate; nei mesi invernali, tuttavia, il golfo di Botnia gelava quasi completamente, obbligando i carichi di minerale a seguire un'altra strada: caricati su ferrovia, attraversavano le montagne della Scandinavia e giungevano nel porto di Narvik, sempre libero dai ghiacci, dove venivano imbarcati su mercantili che poi discendevano la lunga costa della Norvegia alla volta dei porti della Germania settentrionale, mantenendosi all'interno delle acque territoriali norvegesi per evitare attacchi da parte delle forze navali britanniche.

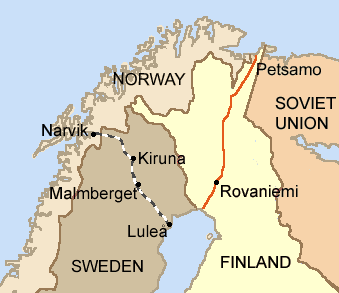
La "via del ferro": la linea ferroviaria che congiunge le miniere di Kiruna al porto di Narvik

Già nel corso della prima guerra mondiale gli Alleati avevano provveduto a creare, con il consenso della Norvegia, sbarramenti di mine nelle acque territoriali norvegesi, al fine di bloccare questa importante via di approvvigionamento dei tedeschi; quando sul finire del settembre 1939 Winston Churchill venne nominato Primo Lord dell'Ammiragliato, il piano venne riproposto ma, nonostante l'appoggio degli ambienti militari, fu fortemente osteggiato dal ministero degli Esteri britannico, timoroso delle reazioni da parte delle nazioni neutrali. La situazione mutò sul finire del novembre seguente, quando l'Unione Sovietica invase la Finlandia, dando avvio alla guerra d'inverno; i governi di Regno Unito e Francia espressero solidarietà ai finlandesi e si riproposero di inviare una spedizione militare in loro appoggio. Churchill propose quindi di occupare Narvik con truppe alleate per poi muovere in Finlandia attraverso la ferrovia svedese, ottenendo così al contempo l'interruzione delle vie di approvvigionamento tedesche; l'operazione venne tuttavia osteggiata dal governo britannico, preoccupato per la doppia violazione della neutralità norvegese e svedese che essa implicava.
La minaccia alle importazioni di minerali ferrosi era ben nota anche agli ambienti militari tedeschi; inizialmente, Adolf Hitler non aveva intenzione di intraprendere operazioni militari contro la neutrale Norvegia, ma eventi come l'incidente dell'Altmark lo convinsero che un'azione degli Alleati contro il paese scandinavo era possibile e forse imminente. Il 1º marzo 1940, Hitler approvò quindi un piano d'invasione di Danimarca e Norvegia (Operazione Weserübung) approntato dal generale Nikolaus von Falkenhorst, volto ad occupare militarmente le due nazioni con una serie di audaci sbarchi navali e lanci di paracadutisti. In quegli stessi giorni, decisioni analoghe avevano luogo anche in campo alleato: il 28 marzo, durante una riunione dei vertici franco-britannici, il nuovo primo ministro francese Paul Reynaud, che aveva preso il posto del più cauto Édouard Daladier, si disse pienamente favorevole al piano proposto da Churchill (Operazione Wilfred), che infine venne accettato anche dal governo britannico; l'operazione puntava più che altro alla realizzazione di campi minati nelle acque norvegesi, ma una sua appendice (Piano R.4) prevedeva, in caso di reazione tedesca contro la Norvegia, di occupare il porto di Narvik con un contingente misto franco-britannico.

### WeserübungeWilfred

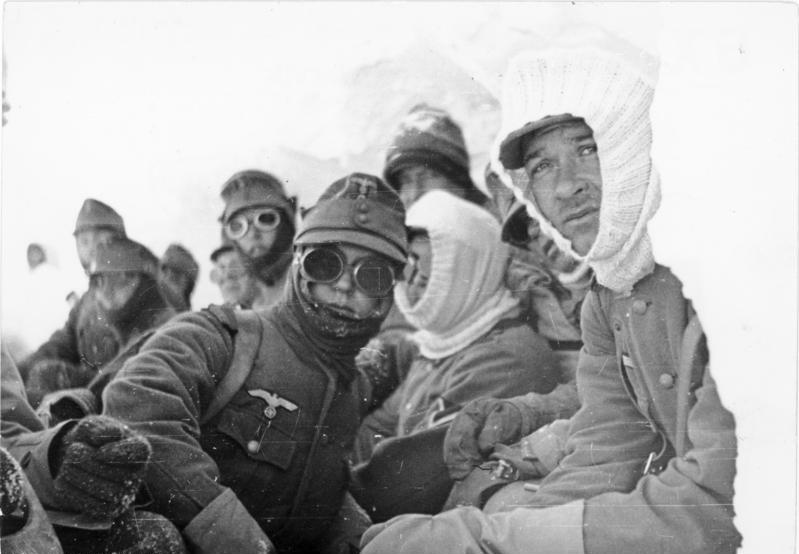
I Gebirgsjäger tedeschi a terra a Narvik

Alle 03:00 del 7 aprile 1940, l'avanguardia della forza d'invasione tedesca lasciò il porto di Wilhelmshaven alla volta delle coste norvegesi: sei distinti gruppi navali vennero inviati verso altrettanti porti della Norvegia, impegnando nell'operazione quasi tutte le unità disponibili della Kriegsmarine. Narvik era l'obiettivo del Marinegruppe 1 del Kommodore Friedrich Bonte, composto da 10 cacciatorpediniere: cinque della classe Zerstörer 1934 (Z2 Georg Thiele, Z9 Wolfgang Zenker, Z11 Bernd von Arnim, Z12 Erich Giese, Z13 Erich Koellner) e cinque della classe Zerstörer 1936 (Z17 Diether von Roeder, Z18 Hans Lüdemann, Z19 Hermann Künne, Z21 Wilhelm Heidkamp, Z22 Anton Schmitt); ciascun cacciatorpediniere imbarcava circa 200 soldati del Gebirgsjägerregiment 139 ("139º Reggimento fanteria da montagna"), con il generale Eduard Dietl come comandante della forza terrestre. Per la prima parte del percorso il Marinegruppe 1 avrebbe navigato in formazione con il Marinegruppe 2 (l'incrociatore pesante Admiral Hipper e quattro cacciatorpediniere) diretto a Trondheim, all'altezza della quale le due formazioni si sarebbero divise; come scorta ulteriore, l'intera formazione sarebbe stata affiancata dalle due navi da battaglia Scharnhorst e Gneisenau, che avrebbero accompagnato le unità di Bonte fino a Narvik.
I due Marinegruppe vennero avvistati dai ricognitori britannici verso le 07:00 al largo dello Jutland, ma due tentativi della RAF di bombardare la formazione andarono a vuoto; verso le 13:00 le navi tedesche si infilarono sotto un esteso fronte temporalesco, sfuggendo così alla ricognizione aerea nemica. In quel momento, al largo della costa norvegese erano presenti tre gruppi navali britannici, in procinto di dare inizio all'operazione Wilfred: tra questi, al largo di Bodø si trovava il gruppo WAV, composto da quattro cacciatorpediniere carichi di mine scortati dalle quattro unità della 2ª Flottiglia cacciatorpediniere del capitano Bernard Warburton-Lee, a loro volta appoggiati da lontano dall'incrociatore da battaglia HMS Renown del viceammiraglio William Whitworth con due cacciatorpediniere di scorta. Tra le 04:30 e le 05:00 dell'8 aprile la forza di Warburton-Lee iniziò le operazioni di minamento, mentre il Governo britannico ne dava comunicazione ad Oslo; intorno alle 08:30 tuttavia, il cacciatorpediniere HMS Glowworm, rimasto isolato, entrò in contatto con le unità del Marinegruppe 2 al largo di Trondheim, e prima di essere affondato riuscì a comunicarne la posizione al comando.
La notizia indusse l'Ammiragliato a Londra a mobilitare l'intera Home Fleet, in quanto si riteneva che i tedeschi stessero per attuare il temuto "sfondamento atlantico", un attacco in massa da parte della flotta di superficie contro i convogli diretti in Gran Bretagna; Whitworth ricevette l'ordine di riunirsi con i cacciatorpediniere di Warburton-Lee per prepararsi a contrastare le unità tedesche. Il ricongiungimento tra le due formazioni britanniche avvenne alle 18:15; inizialmente Whitworth si diresse a sud, verso l'ultima posizione nota della Glowworm, ma dall'Ammiragliato gli giunsero istruzioni di dirigersi invece verso nord-ovest per difendere gli approdi al fiordo di Narvik, che si riteneva uno degli obiettivi dei tedeschi. Le unità del viceammiraglio incapparono quindi in una tremenda bufera di neve, che ne ostacolò notevolmente i movimenti.

### La cattura di Narvik
Il mare forza 10 e le burrasche di acqua e nevischio avevano reso il viaggio del Marinegruppe 1 piuttosto disagevole ed impegnativo, ma al tempo stesso lo avevano protetto dalla ricognizione nemica; alle 20:00 dell'8 aprile Bonte si separò dalle due navi da battaglia e con nove dei suoi cacciatorpediniere (la Erich Giese era in ritardo a causa di problemi ai motori) si diresse verso l'imboccatura del fiordo di Narvik. Verso le 3:00 del 9 aprile, le unità tedesche fecero il loro ingresso nell'Ofotfjord, protette dall'oscurità e dai banchi di nebbia. Bonte lasciò la Diether von Roeder a sorvegliare l'imboccatura del fiordo, inviò tre unità, Wolfgang Zenker, Erich Koellner ed Hermann Künne nello Herjangsfjord (il braccio nord dell'Ofotfjorden) per sbarcare le loro truppe; l'obiettivo era catturare un deposito di armi norvegese a livello reggimentale ad Elvegårdsmoen ed altre truppe dovevano essere sbarcate da due unità, Hans Ludemann ed ancora Hermann Künne, per impadronirsi di alcune presunte batterie costiere a nord del fiordo principale che si rivelarono inesistenti, anche per la mancata volontà del comandante norvegese del 15º reggimento fanteria, colonnello Konrad Sundlo, a combattere i tedeschi tanto che dopo la guerra verrà condannato per collaborazionismo; il comandante tedesco proseguì invece verso il Post Pier (il molo principale del porto di Narvik) con le ultime tre unità, la Wilhelm Heidkamp (nave ammiraglia della squadra), la Georg Thiele e la Bernd von Arnim.
Tre piccoli pattugliatori norvegesi, che stazionavano all'imboccatura del fiordo, vennero catturati senza sparare un colpo, ma uno di questi (la Kelt) riuscì ad inviare un messaggio radio che mise in allarme la guarnigione norvegese della città. Intorno alle 4:15, i tre cacciatorpediniere di Bonte raggiunsero il Post Pier (molo della posta), e si trovarono di fronte due vecchie corazzate costiere norvegesi, la Eidsvold e la Norge, vecchie unità della classe Norge risalenti al 1905 e con scarsa protezione antisiluro e strumenti di puntamento inadeguati; la prima pattugliava l'ingresso del fiordo ed intimò l'alt segnalando con una lampada aldis e sparando un colpo di avvertimento davanti alla prua del cacciatorpediniere tedesco di testa; l'altra nave era ben dentro il fiordo stesso ed il suo comandante era il più anziano in grado. Bonte inviò un emissario, il Korvettenkapitän Gerlach, su una scialuppa sulla Eidsvold per offrire la resa, e contemporaneamente la Wilhelm Heidkamp si posizionò parallelamente al lato di dritta della Eidsvold puntandole contro i tubi lanciasiluri; la richiesta tuttavia venne respinta dal comandante norvegese Odd Isaachsen Willoch dopo aver richiesto ordini via radio al capitano Per Askim sulla Norge; non appena Gerlach fu sulla sua scialuppa, lanciò un razzo rosso per avvisare delle intenzioni dei norvegesi, e il comandante Willoch incitò gli uomini: "På plass ved kanonene. Nå skal vi slåss, gutter!" ("Uomini ai pezzi. Stiamo per combattere, ragazzi!"); poco dopo la Eidsvold puntò i suoi cannoni da 150 mm della batteria di dritta e virò accelerando e puntando la prora contro la Wilhelm Heidkamp; questa rispose lanciando quattro siluri: due colpirono la corazzata arrivata a 300 m prima che potesse aprire il fuoco, e a causa di un siluro ricevuto nel deposito munizioni a prora alle 4.37 questa si spezzò in due ed affondò, la parte di prua in pochi secondi e quella di poppa in pochi minuti, trascinando con sé 262 marinai norvegesi con soli otto superstiti. La Norge entrò in azione aprendo il fuoco sulla Bernd von Arnim, che stava sfilando lungo il Post Pier facendosi schermo dei mercantili ancorati nel porto; la Norge si mosse per guadagnare una migliore posizione di tiro, ma così facendo si espose al cacciatorpediniere tedesco, che le lanciò contro quattro siluri: due fecero centro, e la nave si capovolse lentamente per poi affondare con 173 membri dell'equipaggio. Piegata la resistenza delle unità navali norvegesi, i fanti da montagna imbarcati sui cacciatorpediniere presero rapidamente il controllo della città, senza opposizione da parte della guarnigione.
La missione del Marinegruppe 1 era stata portata a termine senza perdite, ma per i cacciatorpediniere di Bonte si presentava ora il problema del rifornimento di carburante, visto che dopo la lunga traversata i serbatoi delle navi erano quasi a secco. Da Murmansk era sopraggiunta la baleniera Jan Wellem, riconvertita per l'occasione in petroliera, ma la nave non disponeva di carburante per tutte le unità di Bonte; la seconda petroliera destinata a Narvik, la Kattegat, era stata invece intercettata al largo di Meløy dal pattugliatore norvegese Nordkapp, ed affondata dall'equipaggio perché non venisse catturata. Bonte valutò l'opportunità di lasciare a Narvik due cacciatorpediniere senza carburante e di rientrare con il resto in Germania; in ogni caso, occorrevano ancora 36 ore perché le lente pompe della Jan Wellem potessero portare a termine il rifornimento delle unità della sua squadra.

### La risposta dellaRoyal Navy
Mentre le unità di Bonte occupavano Narvik, le due navi da battaglia Scharnhorst e Gneisenau erano rimaste al largo della costa norvegese, in attesa del completamento degli sbarchi per iniziare il rientro in Germania; verso le 4:37 del 9 aprile, le due navi vennero avvistate dalla squadra di Whitworth, che era finalmente riuscita ad attraversare le tempeste ed a dirigersi alla volta di Narvik. Tra la Renown, armata con sei cannoni da 381 mm, e le due navi tedesche ben corazzate ma dotate invece ognuna di nove cannoni da 280 mm si sviluppò subito un intenso cannoneggiamento; verso le 7:15, le unità tedesche ruppero il contatto e fuggirono verso nord-ovest, troppo veloci perché la lenta Renown potesse inseguirle. Verso le 12:00 il comandante britannico rientrò verso la costa norvegese, quando un messaggio dell'Ammiragliato lo informò che "una nave tedesca è arrivata a Narvik ed ha sbarcato una piccola forza"; il messaggio continuava ordinando ai cacciatorpediniere di Warburton-Lee di innoltrarsi nel fiordo di Narvik e di catturare l'unità tedesca. Whitworth si offrì di accompagnare Warburton-Lee con il resto della sua squadra, ma l'Ammiragliato rispose negativamente, non volendo rischiare la Renown negli stretti spazi del fiordo.
Nel pomeriggio del 9 aprile i cacciatorpediniere di Warburton-Lee si inoltrarono nel Vestfjord alla volta di Narvik; il capitano britannico disponeva dei quattro cacciatorpediniere della sua squadriglia (HMS Hardy (nave ammiraglia), HMS Hunter, HMS Hotspur e HMS Havock), a cui se ne era aggiunto un quinto (la HMS Hostile) distaccato dalla scorta della Renown. Alcuni pescatori norvegesi informarono Warburton-Lee che a Narvik erano presenti almeno sei navi da guerra tedesche, oltre ad un sommergibile; dopo aver riferito la notizia all'Ammiragliato, Warburton-Lee decise di lanciare un attacco all'alba del giorno dopo, onde sfruttare l'alta marea e la copertura dell'oscurità per infiltrarsi nell'Ofotfjord. Come per i tedeschi il giorno prima, anche gli inglesi erano preoccupati delle presunte batterie che dovevano coprire gli accessi al fiordo, precisamente a Ramnes ed Hamnes Holm, e che a questo punto avrebbero potuto essere presidiate dagli artiglieri tedeschi ma che si rivelarono inesistenti almeno secondo i tedeschi, ed in ogni caso nessun colpo verrà sparato da queste posizioni.

## Ordine di battaglia

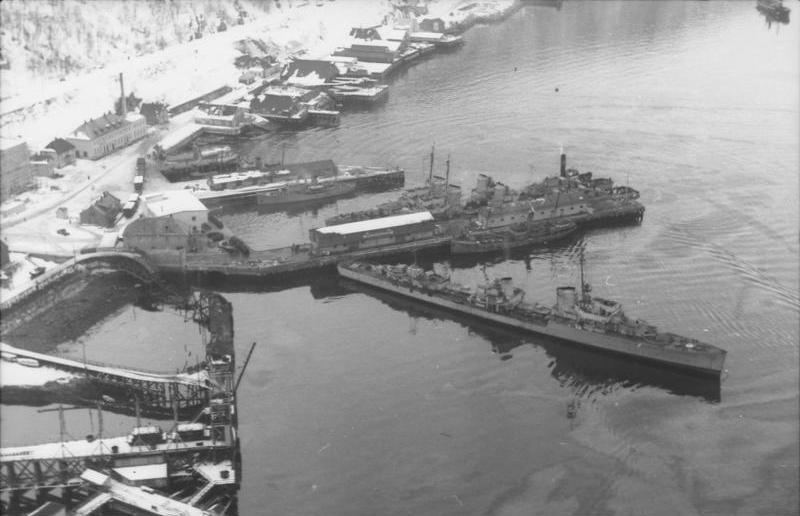
Due cacciatorpediniere tedeschi stazionano nel porto di Narvik

| Kriegsmarine | Kriegsmarine | Royal Navy | Royal Navy |
| ------------ | --- | ---------- | --- |
|              | Kommodore Friedrich Bonte Marinegruppe 1 Cacciatorpediniere: - Z21 Wilhelm Heidkamp (ammiraglia) - Z2 Georg Thiele - Z9 Wolfgang Zenker - Z11 Bernd von Arnim - Z12 Erich Giese - Z13 Erich Koellner - Z17 Diether von Roeder - Z18 Hans Lüdemann - Z19 Hermann Künne - Z22 Anton Schmitt |            | Capitano Bernard Warburton-Lee 2nd Destroyer Flotilla Cacciatorpediniere: - HMS Hardy (ammiraglia) - HMS Hunter - HMS Hotspur - HMS Havock - HMS Hostile |

## La battaglia

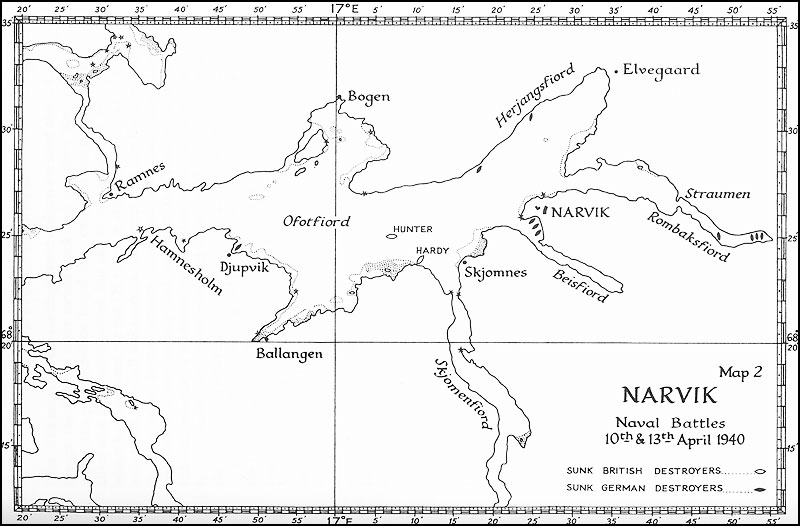
Mappa dell'Ofotfjord e dei fiordi laterali, con segnate le posizioni delle navi affondate nel corso delle due battaglie navali di Narvik

### Attacco a sorpresa
Subito dopo l'occupazione della città, Bonte distribuì i suoi cacciatorpediniere in varie zone dell'Ofotfjord, per meglio garantirne la difesa: quattro unità vennero dislocate al Post Pier, tre nell'Herjangsfjord (a nord di Narvik) e due nel Ballangenfjord (a sud del fiordo principale); un decimo cacciatorpediniere (la Dieter von Roeder) venne incaricato di pattugliare l'entrata del fiordo. Cinque U-Boot tedeschi (gli U-25, U-46, U-48, U-51 ed U-64) si erano ricongiunti successivamente al Marinegruppe 1, e vennero disposti da Bonte a fare da schermo poco oltre l'imboccatura del fiordo di Narvik. Nella rada del porto stazionavano inoltre ben 24 mercantili: quattro norvegesi, cinque britannici, undici tedeschi e quattro appartenenti a nazioni neutrali (tre svedesi ed uno olandese).
Alle prime luci dell'alba del 10 aprile, i cinque cacciatorpediniere di Warburton-Lee penetrarono silenziosamente nell'Ofotfjord; una tormenta di neve e la foschia mattutina protessero le navi britanniche dallo schermo dei sommergibili tedeschi, che non ne rilevarono il passaggio. L'imboccatura del fiordo era incustodita: la Dieter von Roeder aveva lasciato il suo posto intorno alle 3:00 (poco prima dell'arrivo dei britannici), rientrando a Narvik per rifornirsi di carburante; la nave arrivò al Post Pier intorno alle 4:20, iniziando subito le operazioni di rifornimento dalla Jan Wellem.

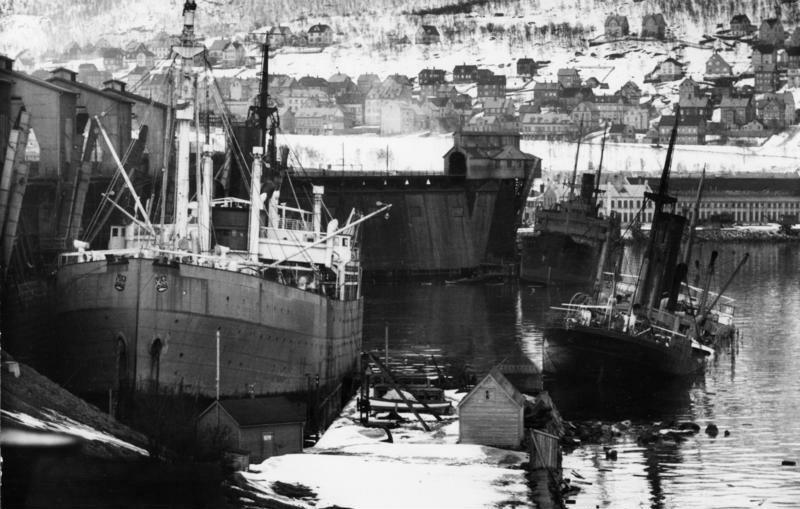
Alcuni mercantili colati a picco nel porto di Narvik

Intorno alle 5:10, la squadra britannica raggiunse il Post Pier; la tormenta di neve era diminuita, consentendo così ai britannici di avere una buona visuale del porto. Muovendosi lungo lo schermo dei mercantili, la prima unità della linea di fila britannica, la Hardy comandata dallo stesso Warburton-Lee, avvistò uno dei cacciatorpediniere tedeschi ancorati lungo il molo, la Wilhelm Heidkamp di Bonte. Dopo essersi portata in una perfetta posizione di tiro, alle 5:30 la Hardy lanciò tre siluri contro l'ammiraglia tedesca: uno finì fuori bersaglio, uno colpì un mercantile ancorato lì vicino, ma il terzo colpì in pieno la poppa della Heidkamp; in pochi minuti si sviluppò un vasto incendio che raggiunse il magazzino delle munizioni di poppa, e poco dopo essere stata colpita l'ammiraglia tedesca esplose ed affondò, portando con sé
il Kommodore Bonte ed altri 80 membri dell'equipaggio. La Hardy virò subito a sinistra e si allontanò sparando diversi colpi con i cannoni da 4,7 pollici, che centrarono ripetutamente la Dieter von Roeder provocando vasti incendi ed immobilizzando la nave.
La Hardy lasciò il posto alle successive due navi della linea britannica, la Hunter e la Havock, che subito aprirono il fuoco con i cannoni ed i siluri contro gli altri tre cacciatorpediniere tedeschi: la Anton Schmitt venne centrata a mezzanave da due siluri della Hunter, si spezzò in due ed affondò immediatamente con la perdita di 50 uomini dell'equipaggio; lente a reagire, la Hans Lüdemann e la Hermann Künne si staccarono dal molo ed aprirono il fuoco con i loro cannoni da 127 mm, ma il loro tiro risultò molto impreciso e le due navi vennero colpite ripetutamente dall'artiglieria dei cacciatorpediniere britannici. La Hunter e la Havock lasciarono il posto alle successive due unità della linea, la Hotspur e la Hostile, ma l'infittirsi della nebbia rese difficoltoso distinguere le sagome delle unità nemiche, e l'attacco non diede risultati; dopo neanche un'ora dall'inizio dell'attacco, Warburton-Lee segnalò alle unità della sua squadriglia di interrompere l'azione e di ripiegare verso il mare aperto. Le unità britanniche si ritirarono lasciando due cacciatorpediniere nemici affondati e tre gravemente danneggiati; nel corso del confuso attacco, anche dieci mercantili (uno britannico, uno norvegese, due svedesi e sei tedeschi) ancorati in rada erano stati colpiti più o meno gravemente dai colpi di cannone o dai siluri britannici. Per i tedeschi un notevole punto a favore fu che sebbene la Rauenfels sarebbe stata affondata poco dopo durante la ritirata britannica, l'altra e più grande nave rifornimento Jan Wellem era ancora intatta con le sue scorte.

### La reazione tedesca

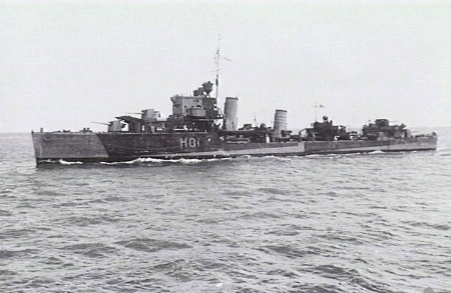
La

Ripresesi dalla sorpresa, le restanti navi tedesche reagirono rapidamente: intorno alle 7:00, la Erich Giese, la Erich Koellner e la Wolfgang Zenker emersero dall'Herjangsfjord ed attaccarono da nord la squadra di Warburton-Lee, che navigava al centro del fiordo principale diretta verso il mare aperto; tra le due formazioni si sviluppò subito un serrato scontro a fuoco in movimento, ma nessun colpo andò a segno. A corto di carburante, le navi tedesche furono ben presto costrette ad interrompere l'inseguimento ed a lasciar sfilare via i cacciatorpediniere britannici.
Poco dopo, i cacciatorpediniere tedeschi Georg Thiele e Bernd von Arnim sbucarono dal Ballangenfjord ed attaccarono da sud la squadra britannica; la Hardy, che continuava a navigare in testa, venne subito colpita da diversi colpi di cannone: la plancia venne centrata in pieno e quasi tutti gli ufficiali della nave uccisi o feriti, compreso lo stesso Warburton-Lee, ferito a morte e spirato poco dopo. L'unico ufficiale rimasto illeso, il tenente Stanning, prese il timone e portò la Hardy ad incagliarsi sulla costa sud dell'Ofotfjord, consentendo così ai superstiti dell'equipaggio di porsi in salvo. La seconda nave della fila britannica, la Hunter, attirò su di sé il fuoco della navi tedesche: ripetutamente centrata e con vasti incendi a bordo, rimase senza controllo e cambiò bruscamente direzione; così facendo si ritrovò sulla rotta della Hotspur, che non poté evitare la collisione con la nave gemella, aprendo un vasto squarcio nella sua fiancata. La Havock e la Hostile riuscirono ad aggirare le due navi incastrate e, dopo aver piazzato diversi colpi sulla Thiele provocando gravi danni, riuscirono a guadagnare l'uscita del fiordo; poco dopo la Hotspur, seppur raggiunta da diversi colpi di cannone, riuscì a districarsi dalla Hunter ed a seguire il resto della squadra. Il relitto della Hunter, ormai condannato, si spezzò in due ed affondò poco dopo; i 58 superstiti dell'equipaggio vennero raccolti dalle unità tedesche.
Mentre le superstiti unità britanniche guadagnavano l'uscita dal fiordo di Narvik, si imbatterono nel cargo tedesco Rauenfels, intento a trasportare nella città le munizioni e l'artiglieria per le truppe di Dietl; la Havock lo colpì subito con una bordata, incendiandolo e costringendo l'equipaggio ad abbandonarlo; dopo altri colpi di cannone, la nave esplose fragorosamente e si inabissò. Le malconce unità britanniche si allontanarono per ricongiungersi alla squadra di Whitworth; due sommergibili tedeschi (l'U-25 e l'U-51), messi in allarme dai rumori dello scontro, cercarono di attaccare le unità britanniche, ma tutti i siluri lanciati esplosero prematuramente o non esplosero affatto, un problema piuttosto comune alle unità tedesche impegnate nella campagna.

## Conseguenze

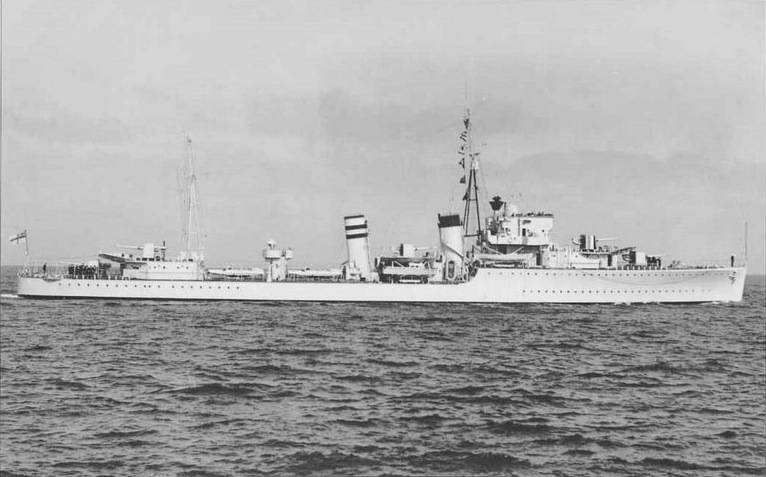
La nel 1936

Seppur costosto in termini materiali, l'attacco a sorpresa dei cacciatorpediniere di Warburton-Lee portò importanti risultati sul piano strategico: il Marinegruppe 1 riportò gravi perdite, con due navi affondate e quattro danneggiate seriamente; sebbene i cacciatorpediniere Erich Giese, Erich Koellner e Wolfgang Zenker fossero praticamente intatti e pronti all'azione, tutte le altre unità necessitavano di almeno due giorni per essere messe in condizione di prendere il mare. L'attacco rendeva inoltre chiaro ai tedeschi che una forte squadra navale britannica bloccava ora l'uscita dal fiordo di Narvik, rendendo di fatto impossibile il ritorno in Germania; quello stesso 10 aprile la squadra di Whitworth venne rinforzata dall'incrociatore leggero HMS Penelope e da altri cacciatorpediniere, a cui si aggiunse poi la corazzata HMS Warspite. L'ammiraglio Whitworth inviò al comandante della Penelope, capitano Yates, le sue valutazioni sulle forze tedesche superstiti, con qualche approssimazione visto che nell'elenco figurava anche un incrociatore e sulla possibile direzione di trasporti truppe tedeschi in arrivo; in realtà i cannoni di massimo calibro dei cacciatorpediniere tedeschi presenti erano quelli della classe Zerstörer 1936 da 127 mm, poco più grandi dei 120mm dei cacciatorpediniere britannici della classe H impegnati nell'azione. Addirittura, l'Ammiragliato riteneva che fossero due gli incrociatori presenti nel fiordo, con mezza dozzina di caccia di scorta.
L'azione di Warburton-Lee costituì anche un importante successo morale per le forze britanniche: nonostante la sua superiorità, la Royal Navy non era riuscita ad impedire gli sbarchi tedeschi in Norvegia, consentendo alle unità della Wehrmacht di acquisire un importante vantaggio strategico; il successo dell'incursione nell'Ofotfjord consentì agli Alleati di riaprire la partita per il controllo della Norvegia settentrionale, guadagnando anche l'iniziativa. Il 13 aprile seguente, Whitworth e la sua squadra penetrarono nell'Ofotfjord e diedero la caccia ai superstiti cacciatorpediniere tedeschi, braccandoli ed affondandoli uno alla volta; questo secondo successo fornì il presupposto per l'invio di un corpo di spedizione anglo-francese nel teatro, in appoggio alle truppe norvegesi intente a tentare di riconquistare la strategica città.

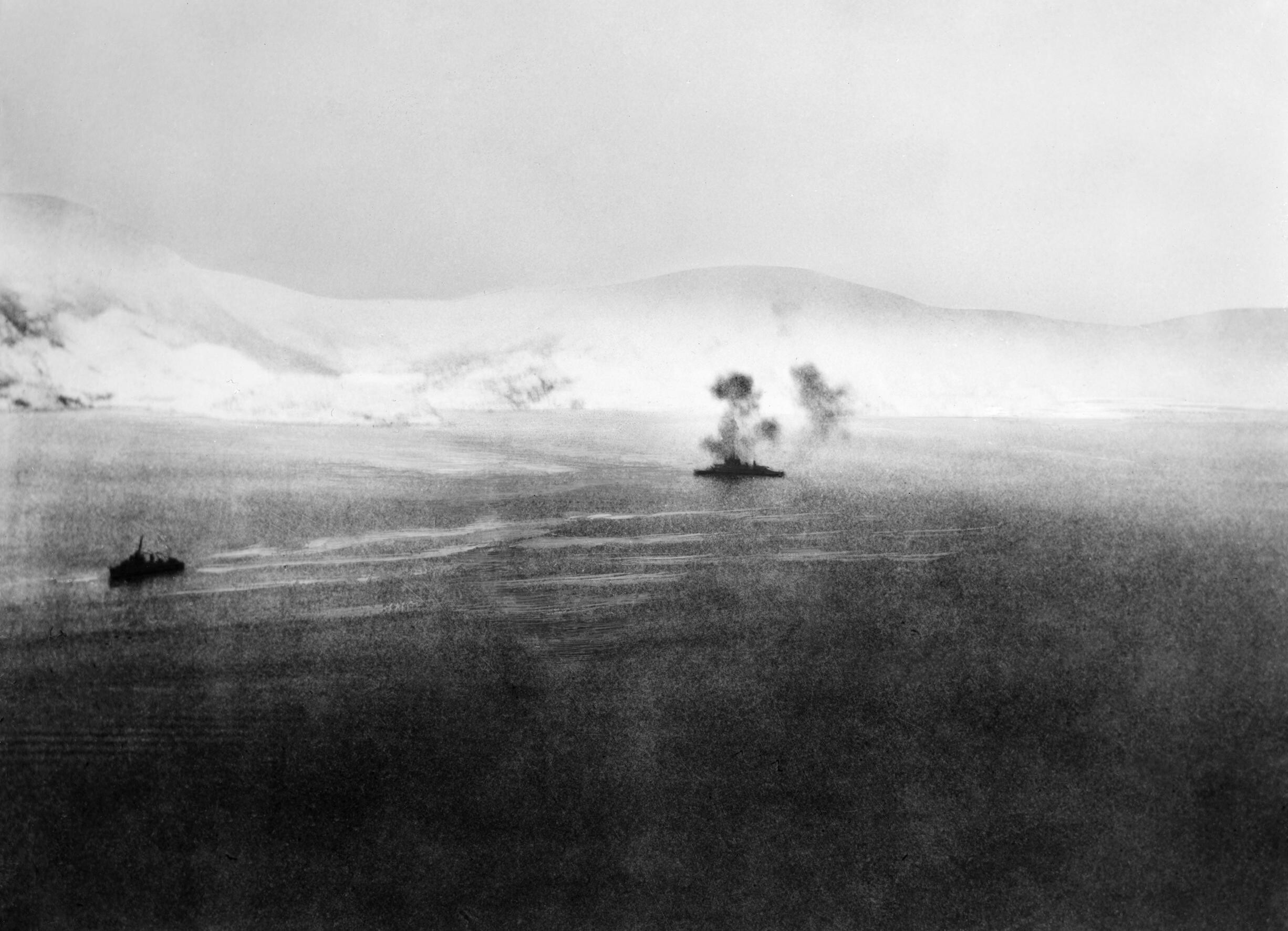
La Warspite a Narvik durante la seconda battaglia, con un cacciatorpediniere di scorta alla sua sinistra

Entrambi i comandanti vennero insigniti postumi dai loro rispettivi paesi di due alte onorificenze militari: Warburton-Lee ricevette la Victoria Cross (la prima assegnata nel corso della seconda guerra mondiale), Bonte la Croce di Cavaliere della Croce di Ferro. I relitti della Wilhelm Heidkamp e della Anton Schmitt sono rimasti nella stessa posizione in cui affondarono, sotto dodici metri d'acqua; sebbene siano frequente meta di immersioni di sommozzatori, l'accesso all'interno degli scafi è vietato in quanto cimitero di guerra. Il relitto della Hardy rimase a lungo visibile nel punto in cui si era arenato, per poi scivolare a causa dell'alta marea verso l'imboccatura del fiordo di Skjomen, dove si capovolse ed affondò in acque profonde nel 1963. Il relitto della Hunter rimase a lungo non localizzato, e venne riscoperto solo il 5 marzo 2008 dal cacciamine norvegese Tyr durante una serie di esercitazioni della NATO; l'8 marzo seguente il sito venne marcato come cimitero di guerra da unità navali norvegesi e britanniche durante una breve cerimonia, nel corso della quale venne reso omaggio a tutti i caduti della battaglia.